# Arthur Witty
Arthur Witty Cotton est un joueur de football anglo-espagnol, 4e président du FC Barcelone du 17 septembre 1903 au 6 octobre 1905.
Il est né en 1878 à Barcelone et mort le 7 novembre 1969.
Il participe aussi à la fondation du Real Club de Tenis Barcelona.